# Ucididae
De Ucididae is een kleine familie van de superfamilie Ocypodoidea uit de infraorde krabben (Brachyura).

## Systematiek
De Ucididae omvat slechts één geslacht:
- Ucides  Rathbun, 1897